# Békuy (département)
Pour les articles homonymes, voir Békuy.
Békuy est un département et une commune rurale de la province du Tuy (ou Tui), situé dans la région des Hauts-Bassins au Burkina Faso.
En 2006, le dernier recensement comptabilisait 16 654 habitants.

## Villages
Le département se compose de quatre villages, dont le village chef-lieu homonyme (données de population du recensement général de 2006) :
- Bassé (3 483 habitants)
- Békuy (4 733 habitants), chef-lieu
- Lamba (4 588 habitants)
- Sara (3 850 habitants)